# James Stephen Wright
James Stephen Wright (* 1988) ist ein britischer multidisziplinärer Künstler, dessen Arbeiten neue Medien, XR (Extended Reality), offene Daten und partizipative Methoden kombinieren, um ökologische, historische und kulturelle Themen zu untersuchen.

## Karriere
Wright begann seine künstlerische Laufbahn nach dem Studium an der Glasgow School of Art und der University of Edinburgh. Er arbeitet mit digitalen Medien, Installationen und XR, wobei ökologische und soziale Fragestellungen im Mittelpunkt stehen. Im Jahr 2020 gründete er das kreative Studio Strange Quark Labs, das sich mit datenbasierten, digitalen Strategien zur sozialen Teilhabe beschäftigt.

## Stipendien und Residenzen
2019 erhielt Wright ein zwölfmonatiges Stipendium des Freistaats Bayern am Internationalen Künstlerhaus Villa Concordia in Bamberg. Dort realisierte er eine großformatige Fassadeninstallation mit dem Titel dualisms_oo, inspiriert vom Fluss Regnitz. Die Arbeit wurde in der lokalen Presse thematisiert.

## Künstlerisches Schaffen
Wrights künstlerische Praxis verbindet Erzählung, Performance und digitale Technologien. Er arbeitet häufig mit Daten, Umwelt- und Kulturerbe-Themen in immersiven, interaktiven Kontexten. Sein XR-Projekt Planet Cramond, in Zusammenarbeit mit Asteria Creative, nutzt Augmented Reality für einen ortsspezifischen digitalen Spaziergang auf der Insel Cramond.
Weitere Arbeiten wie We Pretended It Wasn’t Green basieren auf Echtzeit-Satellitendaten zur Reflexion über Umweltverleugnung. Weitere Projekte sind ˈbər-b(ə-)liŋ, (nɑnkəˈmjuːnɪkəbəl) und prɑːmpt.

## Ausstellungen und Performances
- We Pretended It Wasn’t Green – Life Science Centre, Newcastle (2022)[6]
- ˈbər-b(ə-)liŋ – Middlesbrough Art Weekender (2022)[7]
- (nɑnkəˈmjuːnɪkəbəl) – Gallery of Modern Art, Glasgow (2022)
- dualisms_oo – Villa Concordia, Bamberg (2019)[3]
- Haha C’est La Vie – Cabaret Voltaire, Zürich (2016)[8]

## Veröffentlichungen
- A Study of Noses: Past, Present, Proboscises (Good Press, 2023)[9]
- O (mit Polina Chizhova, Good Press, 2023)[10]
- KNØRR (2012)[11]